# Ben Starav
Ben Starav är ett berg i Storbritannien.   Det ligger i kommunen Highland och riksdelen Skottland, i den nordvästra delen av landet, 600 km nordväst om huvudstaden London. Toppen på Ben Starav är 1 078 meter över havet, eller 593 meter över den omgivande terrängen. Bredden vid basen är 4,7 km.
Terrängen runt Ben Starav är huvudsakligen kuperad, men den allra närmaste omgivningen är bergig.Runt Ben Starav är det mycket glesbefolkat, med 3 invånare per kvadratkilometer. Närmaste större samhälle är Kinlochleven, 19,7 km norr om Ben Starav. I omgivningarna runt Ben Starav växer i huvudsak blandskog.